# Kansa jezik
Kansa jezik (ISO 639-3: ksk; isto i kanze, kaw, konze), danas gotovo izumrli jezik kojim su nekada govorili Kansa Indijanci na području današnjeg Kansasa, a danas svega 19 osoba (1990) na području sjeverne Oklahome.
Srodan je ostalim dhegiha jezicima s kojima pripada u sijušku porodicu, i užoj skupini Mississippi Valley. Etnička populacija: 74 (2000 popis), a glavno je središte gradić Kaw City. Više nema tečnih govornika ranih 1980.-tih.

## Vanjske poveznice
- Ethnologue (14th)
- Ethnologue (15th)